# حزب سوئدی‌های فنلاند
حزب سوئدی‌های فنلاند (انگلیسی: Swedish People's Party of Finland) (SPP) (به سوئدی: Svenska folkpartiet i Finland، SFP) (به فنلاندی:  Suomen ruotsalainen kansanpuolue، RKP) یک حزب سیاسی فنلاندی است که در سال ۱۹۰۶ تأسیس شد. هدف اصلی آن نمایندگی از منافع اقلیت سوئدی زبان‌های فنلاند است. این حزب در حال حاضر در دولت پتری اورپو مشارکت دارد و سمت‌های وزیر آموزش، وزیر امور اروپایی و هدایت مالکیت و وزیر امور اروپایی، فرهنگ و ورزش را بر عهده دارد.